# Il piccolo principe (film 1974)
Il piccolo principe (The Little Prince) è un film del 1974 diretto da Stanley Donen.
Il soggetto è tratto dal celebre romanzo Il piccolo principe di Antoine de Saint-Exupéry.

## Trama
Un pilota aereo precipita nel deserto del Sahara e incontra un bambino. Questi è il principe di un lontano pianeta e si mette a raccontare al pilota degli strani incontri che ha fatto con bizzarri animali, che simboleggiavano tutti qualcosa.

## Produzione
Le riprese del film si svolsero in Tunisia.
Nel 1973, Alan Jay Lerner e Frederick Loewe incisero la colonna sonora al Palm Springs Desert Museum, con Lerner alla voce e Loewe al pianoforte. Fu registrata anche la canzone Matters of Consequence, che fu tagliata dal film.

## Riconoscimenti
- 1975 - Golden Globe
  - migliore colonna sonora